# Bakoumba
Bakoumba är en ort i Gabon. Den ligger i provinsen Haut-Ogooué, i den centrala delen av landet, 500 km sydost om huvudstaden Libreville. Antalet invånare är 4 045.